# Friedberger Tor
Das Friedberger Tor ist ein Platz am Nordostrand der Innenstadt von Frankfurt am Main. Er ist nach einem der fünf Tore der ehemaligen Frankfurter Stadtbefestigung benannt.

## Lage und Umgebung
Das Friedberger Tor bildet eine Grenze zwischen den Stadtvierteln Frankfurt-Innenstadt und Frankfurt-Nordend. Es liegt zwischen Friedberger Anlage und Eschenheimer Anlage in den Wallanlagen, einem um die Frankfurter Innenstadt führenden Grüngürtel. Hier beginnt die Friedberger Landstraße, eine der großen Ein- und Ausfallstraßen der Frankfurter Innenstadt. Aus der Stadt führte früher nur die heute für den Straßenverkehr unbedeutende Vilbeler Gasse zum Tor. Nach den Zerstörungen des Zweiten Weltkrieges durch die Luftangriffe auf Frankfurt am Main entschied man sich, eine großzügige Nord-Süd-Straße durch die östliche Innenstadt anzulegen, die vom Friedberger Tor über die Konstablerwache zur Alten Brücke führt. Der nördliche Teil dieser Straße trägt heute den Namen Konrad-Adenauer-Straße.
Am Friedberger Tor kreuzt zudem der Anlagenring. Der innere Ring, der in östlicher Richtung um die Innenstadt führt, besteht aus der von Nordwesten vom Eschenheimer Tor kommenden Bleichstraße. Nach Südosten führt die Seilerstraße weiter in Richtung Allerheiligentor. Der äußere Ring, die Friedberger Anlage, ist Einbahnstraße in westlicher Richtung.
Markantestes Gebäude am Friedberger Tor ist das 1966 erbaute und 2000 modernisierte Fina-Haus, ein 51 Meter hohes 14-geschossiges Hochhaus. Vor dem Friedberger Tor liegt der Bethmannpark mit dem etwa 1760 erbauten Landhaus der Familie Bethmann, in dem Kaiser Napoléon Bonaparte am 31. Oktober 1813 auf dem Rückzug nach der Völkerschlacht bei Leipzig übernachtete.

## Öffentlicher Verkehr
Unter dem Friedberger Tor liegt der Tunnel der U-Bahn-Strecke B, die von den Linien U4 und U5 genutzt wird. Die nächstgelegene U-Bahn-Station ist der Bahnhof Frankfurt (Main) Konstablerwache. Nördlich des Friedberger Tores wird die Linie U5 über eine Rampe an die Oberfläche und in die Eckenheimer Landstraße geführt. Die Linie U4 unterfährt im Tunnel das Friedberger Tor und den Bethmannpark in Richtung Berger Straße.
Oberirdisch verkehren die Straßenbahnlinien 12 und 18 sowie die Omnibuslinien 30 und 36.

## Geschichte

### Mittelalter und die Belagerung von 1552

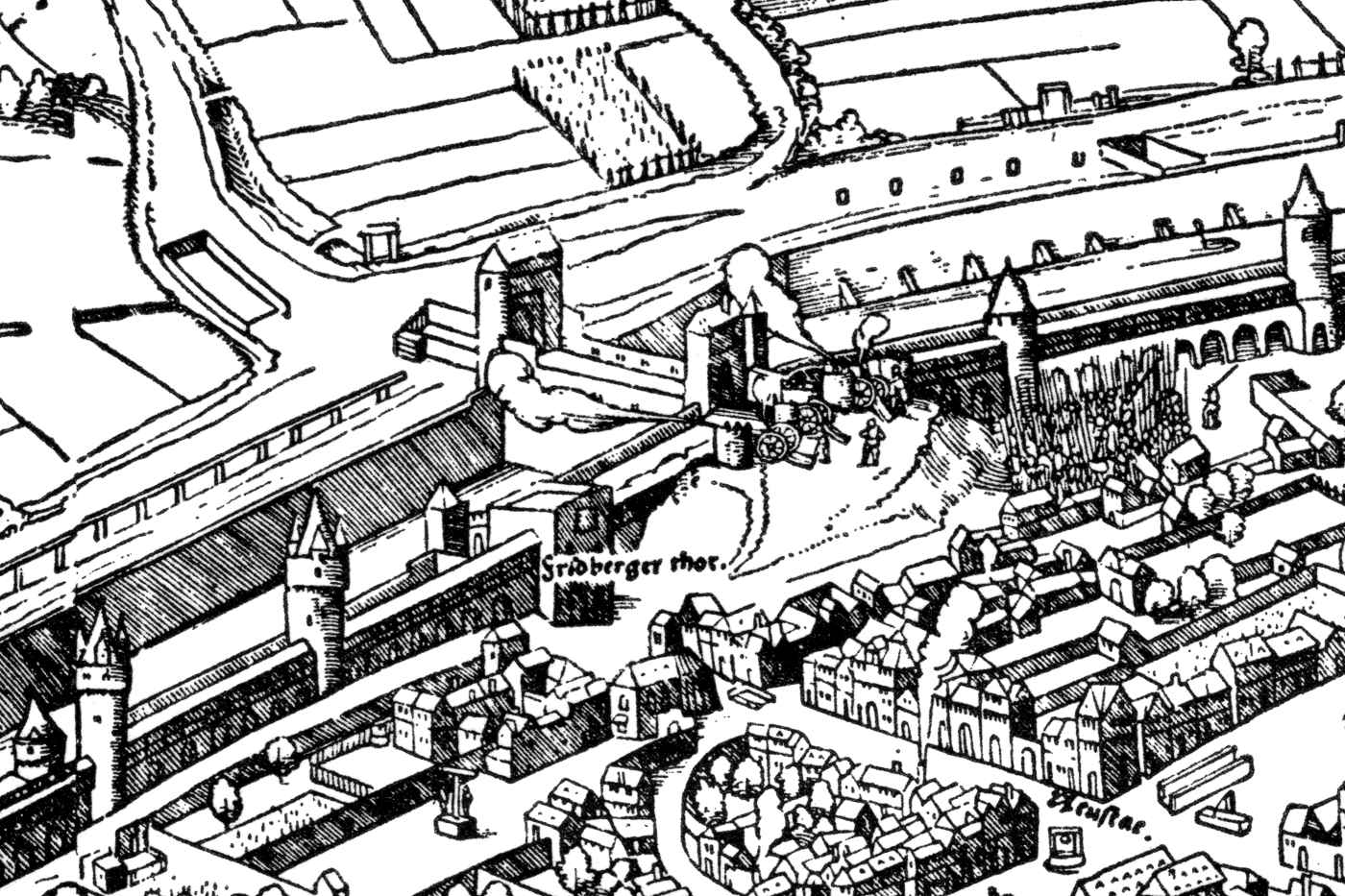
Friedberger Tor auf dem Belagerungsplan, 1552

Nachdem Kaiser Ludwig der Bayer Frankfurt im Jahre 1333 die sogenannte Zweite Stadterweiterung gestattet hatte, begann die Stadt wenige Jahre danach, die neugewonnene Neustadt mit einer Stadtmauer einzufrieden. Urkundlichen Nachrichten zufolge bestand das Friedberger Tor bereits 1346, sein Turm wurde aber erst 1380 erbaut. Er war rechteckig und von einem hohen, abgewalmten Satteldach mit Laterne bekrönt. Die Brücke über den Festungsgraben lag nicht direkt in der Achse des Turms, sondern war aus Verteidigungszwecken nach Osten verschoben. So musste man nach dem Überqueren des Grabens erst ein Stück an der Außenseite der Mauer entlanggehen, um zum eigentlichen Tor zu gelangen.
Im Juli 1552 während des Fürstenaufstandes belagerten protestantische Truppen unter Führung Moritz von Sachsens drei Wochen lang die ebenfalls protestantische, aber kaisertreue Stadt, die durch Truppen des katholischen Kaisers unter Führung des Obersten Konrad von Hanstein erfolgreich verteidigt wurde. Hanstein ließ dazu in kürzester Zeit die Stadtbefestigung auf einen zeitgemäßen Stand bringen, provisorische Bastionen aufschütten und die gotischen Turmhelme des Bockenheimer und des Friedberger Tores abwerfen, weil sie der eigenen Artillerie im Weg standen. Mit dem Abschluss des Passauer Vertrages endete die Belagerung. Die Stadt hatte ihr lutherisches Bekenntnis und zugleich ihre Privilegien als Messeplatz und als Wahl- und Krönungsort der Römischen Kaiser erfolgreich verteidigt. Ab 1562 wurden fast alle Kaiser in Frankfurt nicht nur gewählt, wie schon vorher üblich, sondern auch feierlich gekrönt. Die beschädigten Befestigungsanlagen wurden bald wieder aufgebaut.

### Die frühneuzeitliche Befestigung

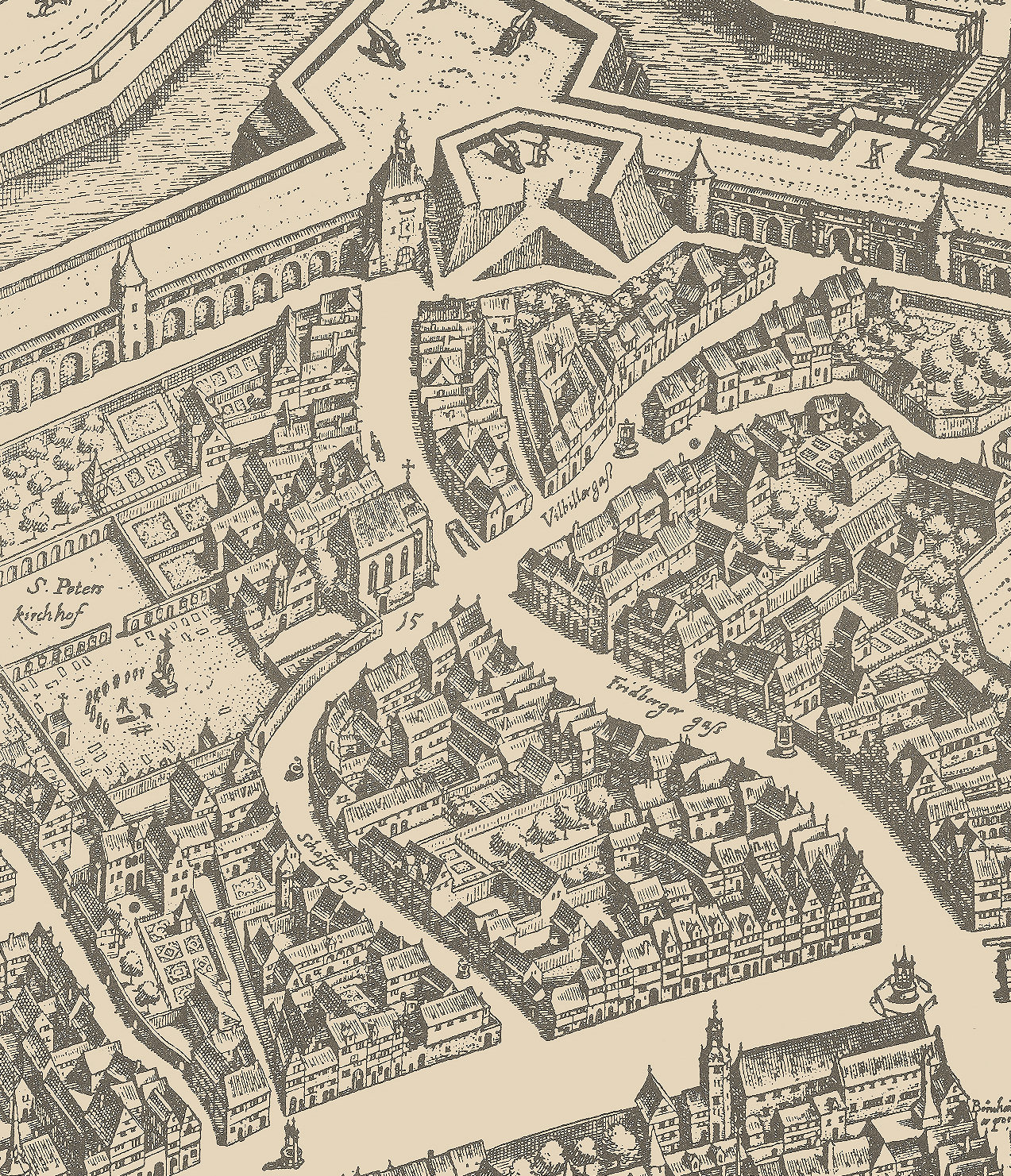
Kupferstich von Matthäus Merian, 1628

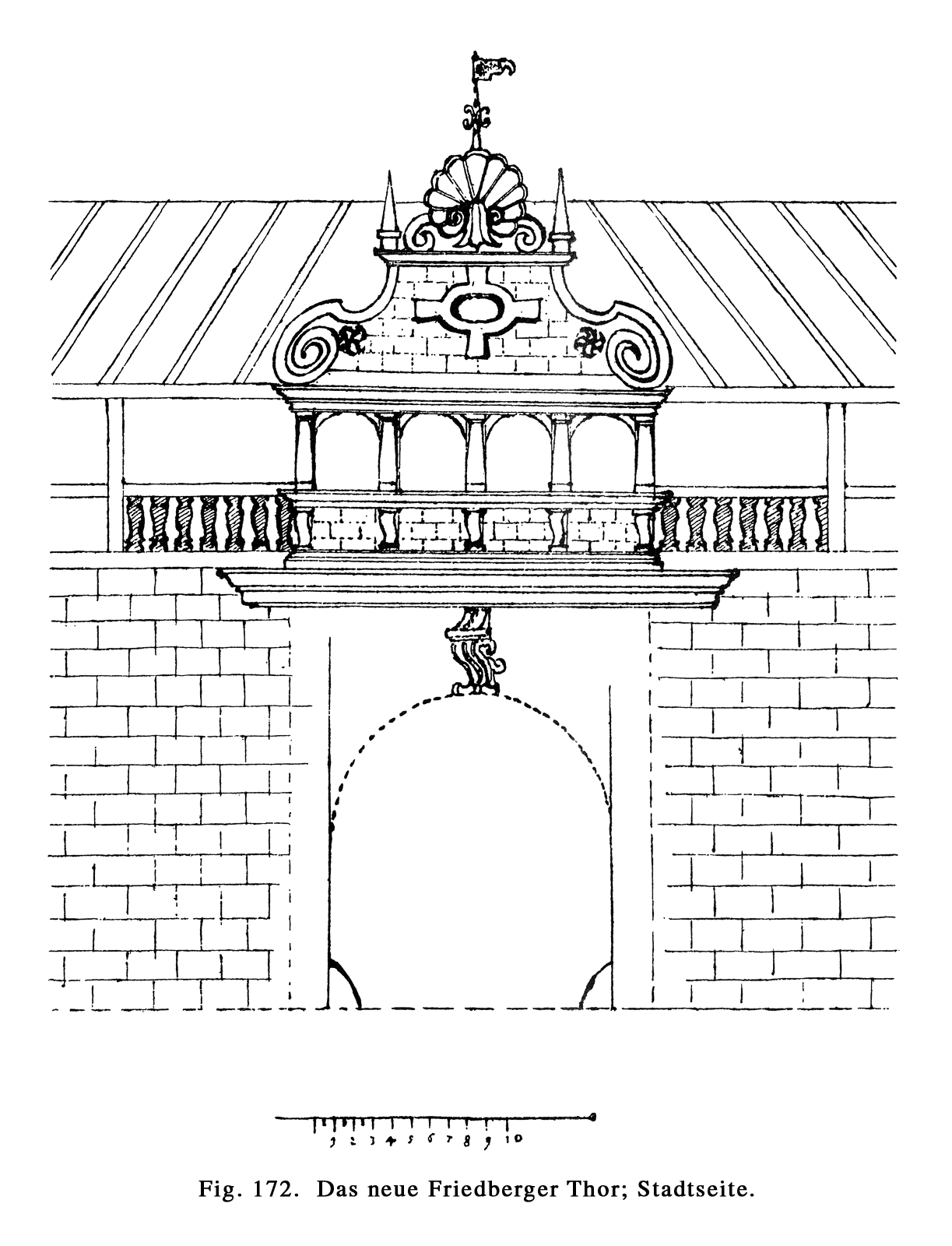
Entwurf für das Neue Friedberger Tor, um 1628

Die Belagerung hatte jedoch erwiesen, dass das Friedberger Tor mit dem Aufkommen der Pulvergeschütze eine Schwachstelle der städtischen Verteidigungsanlagen geworden war. Die Mauer knickte hier aus west-östlicher in eine südöstliche Richtung ab, so dass die Anlage nicht von der Flanke gedeckt werden konnte. Zudem bot das vom Tor zum Friedberger Feld hin allmählich um etwa 30 Meter ansteigende Gelände potentiellen Belagerern eine günstige Stellung, um die Stadt ungefährdet beschießen zu können. Als man während des Dreißigjährigen Krieges daranging, die Frankfurter Befestigungen zu modernisieren, begann man mit den Arbeiten konsequenterweise am Friedberger Tor. 1626 errichtete Festungsbaumeister Johann Adolf von Holzhausen ein Ravelin vor dem Tor, das jedoch infolge von Planungs- und Baufehlern schon im Jahr darauf wieder einstürzte. Der daraufhin beauftragte Johann Wilhelm Dilich schlug vor, das Tor durch ein vorgelagertes Bollwerk zu verstärken, doch missriet ihm die Ausführung des Plans gleichfalls. Erst nach Hinzuziehung des renommierten Festungsbauers Johannes Faulhaber gelang das Werk im dritten Anlauf 1631. Zeitweise hatten bis zu 600 Arbeiter an dem Bollwerk gebaut, und die Bürgerschaft hatte eine außerordentliche Schatzung, also eine Sondersteuer, dafür aufbringen müssen.
Die neue Befestigungsanlage erzwang auch eine Verlegung der Verkehrsströme. Das nun Alte Friedberger Tor am Nordende der Großen Friedberger Gasse führte fortan nur noch in den Zwinger vor der alten Mauer. Sein über den Stadtgraben führendes Vorwerk riss man ab, der alleinstehende, bis zuletzt von einem Türmer bewohnte Turm blieb jedoch noch bis 1812 bestehen. Das eigentliche, 1628 bis 1630 erbaute und im Volksmund bald schon Neue Friedberger Tor wurde etwa 100 Meter südöstlich an das Ende der Vilbeler Gasse verlegt.
Der Neubau war das erste frühneuzeitliche Stadttor in Frankfurt und wohl deswegen besonders sorgfältig konstruiert, da Festungsbaumeister Dilich zunächst nur einen auf drei Jahre befristeten Vertrag mit der Stadt hatte und sich bewähren musste. Vielleicht wurde das Geschehen von Seiten der Stadt aus demselben Grund weit besser dokumentiert als bei jedem späteren Torbau und kann sicher als Muster dienen, wie bei den anderen Toren des 17. Jahrhunderts verfahren wurde.
Zunächst war vom Neuen Friedberger Tor wohl nach Zeichnungen Dilichs ein Holzmodell gefertigt worden, um dem Rat die geplante Ausführung zu veranschaulichen. Erst nach dessen Zustimmung kam das Tor dann zur Ausführung. Es hatte drei Gewölbe, von denen das mittlere als Durchfahrt für Kutschen und Warentransporte diente, während das westliche dem Personenverkehr in und aus der Stadt zugedacht war. Das östliche Gewölbe war dagegen in zwei Räume geteilt und diente dem Aufenthalt der Torwächter. Von hier führte eine Wendeltreppe nach oben, wo man durch ein kleines Steintürmchen mit Laterne die höher gelegene Brustwehr des Friedberger Bollwerks betreten konnte.
Direkt hinter der landseitigen Einfahrt lagen mehrere tiefe, mit starken Bohlen abgedeckte Wolfsgruben, in die sich gewöhnlich die Gegengewichte der Zugbrücke über den Stadtgraben senkten. Im Verteidigungsfall konnten die Bohlen entfernt werden und zusammen mit weiteren Verteidigungseinrichtungen, wie einem Fallgitter sowie Schießscharten im zweiten Stock der Nebengewölbe, eine Eroberung des Tores erheblich erschweren. Nach diesem Vorwerk knickte das wohl ganztägig sehr dunkle, nur durch kleine, sogenannte Taglöcher in seinen Scheiteln erhellte Gewölbe, in einem 133°-Winkel ab. Dies sollte einem Belagerer das direkte Hindurchschießen in die dahinterliegende Stadt unmöglich machen.
Nach den Bau- und Rechenmeisterbüchern der Zeit wurden für das Tor etwa 36.000 Stück Backsteine verbraucht, außen war das im frühen Barockstil gehaltene Bauwerk mit schweren Basaltquadern verblendet. Der Mauerdurchbruch auf der Stadtseite war als Rundbogen gestaltet, der von zwei Halbsäulen flankiert wurde. Diese liefen in einem kräftigen Gesims aus, auf dem sich wiederum fünf antikisierende Säulen mit Bogenstellungen befanden, die einen schweren Ziergiebel trugen. Auf geschickte Weise wurde mittels einer Attika ein stilistischer Übergang zum Wehrgang der alten Stadtbefestigung geschaffen. Die Landseite zeigte drei halbrunde Giebel mit Obeliskenbekrönung, den Stadtadler sowie eine Tafel mit dem Namen des Tores und das Jahr der Fertigstellung, 1630.

### Das Gefecht am 2. Dezember 1792

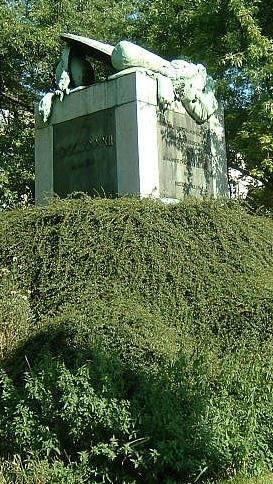
Das Hessendenkmal erinnert an die Erstürmung des Friedberger Tores am 2. Dezember 1792

Am 23. Oktober 1792, zwei Tage nach der Besetzung des benachbarten Mainz, erschienen französische Truppen unter General Victor Neuwinger vor den Toren Frankfurts und erzwangen nach kurzen Verhandlungen die Öffnung der Tore. Mit 3000 Mann rückte die französische Revolutionsarmee durch das Sachsenhäuser Affentor in die Stadt ein. Ihr Befehlshaber General Adam-Philippe de Custine belegte die Stadt mit einer Kontribution von 2 Millionen Gulden und ließ sieben angesehene Bürger als Geiseln arretieren.
Eine städtische Deputation reiste nach Paris, um über die Repressalien zu verhandeln. Sie geriet jedoch alsbald in eine missliche Lage: Am 2. Dezember 1792 stürmten preußische und hessische Soldaten, die aus der Champagne zurückgekehrt waren, das Friedberger Tor. Zunächst erlitten sie schwere Verluste, da die Wälle von französischen Scharfschützen bemannt waren. Von dort konnten sie aus sicherer Deckung auf die Angreifer feuern, die in klassischer Linienformation vorrückten.
Erst als Frankfurter Handwerksburschen in das Gefecht eingriffen und die Zugbrücke am Friedberger Tor öffneten, konnten die verbündeten Truppen in die Stadt gelangen und die französische Besatzungsarmee vertreiben. Als die Nachricht in Paris eintraf, wurden die Frankfurter Geiseln sofort verhaftet. Zur großen Erleichterung des Rates konnten sie aber bald darauf wohlbehalten in die Stadt zurückkehren.
Zur Erinnerung an das erfolgreiche Gefecht und die 55 dabei gefallenen hessischen Grenadiere stiftete der preußische König Friedrich Wilhelm II. im Jahr darauf das Hessendenkmal. Es steht heute, nachdem es für den Bau der U-Bahn und eines Straßendurchbruches 1970 versetzt werden musste, einige Meter außerhalb der Innenstadt am Beginn der Friedberger Landstraße.
1795 und 1796 zogen erneut französische Truppen vor die Stadt. In der Nacht vom 13. zum 14. Juli 1796 beschossen sie die von österreichischen Truppen verteidigte Stadt von ihren Stellungen nördlich der Stadt und richteten dabei große Schäden an.

### Nach dem Abbruch der Stadtbefestigung

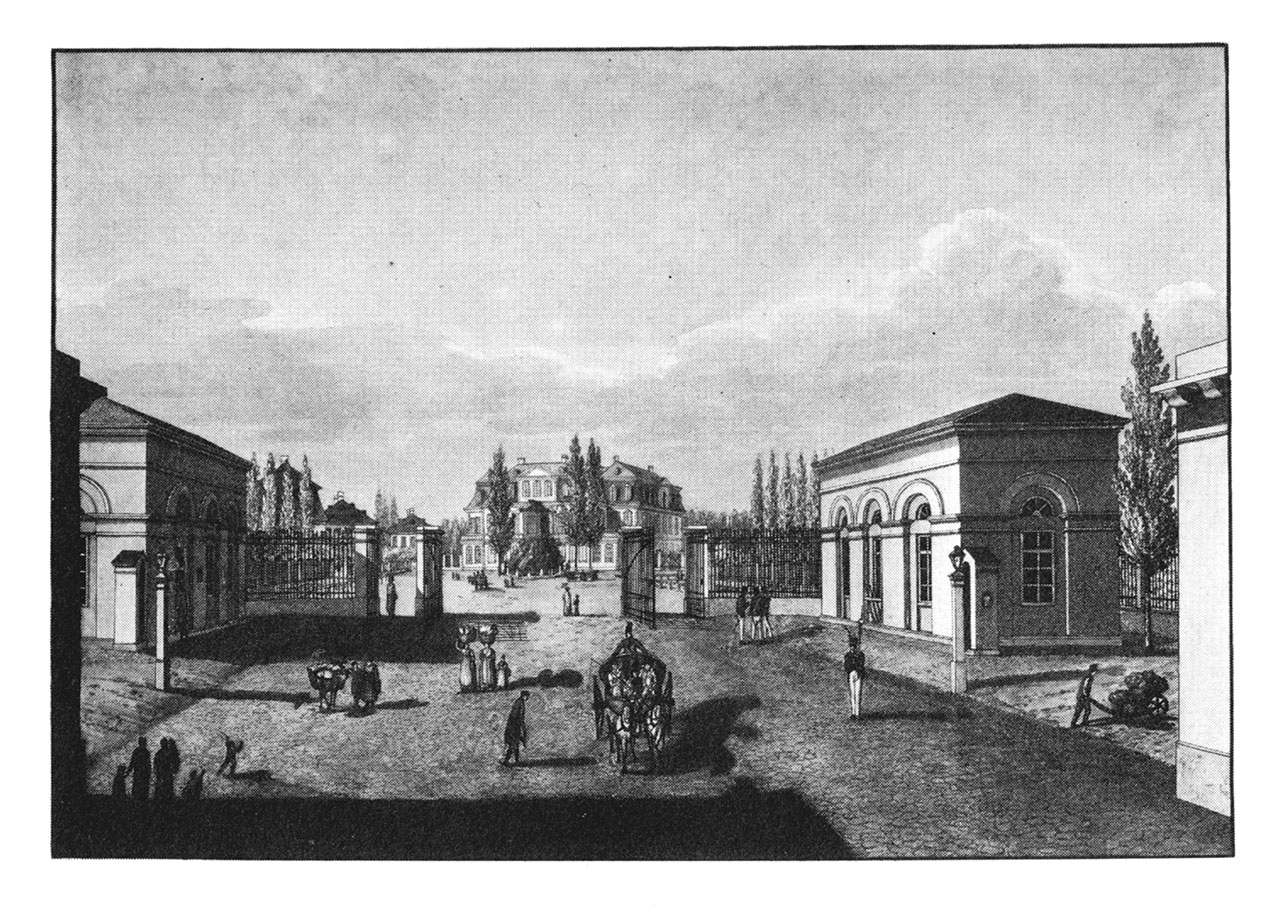
Ansicht des Friedberger Tors, in der Bildmitte das Bethmannsche Gartenhaus, um 1820

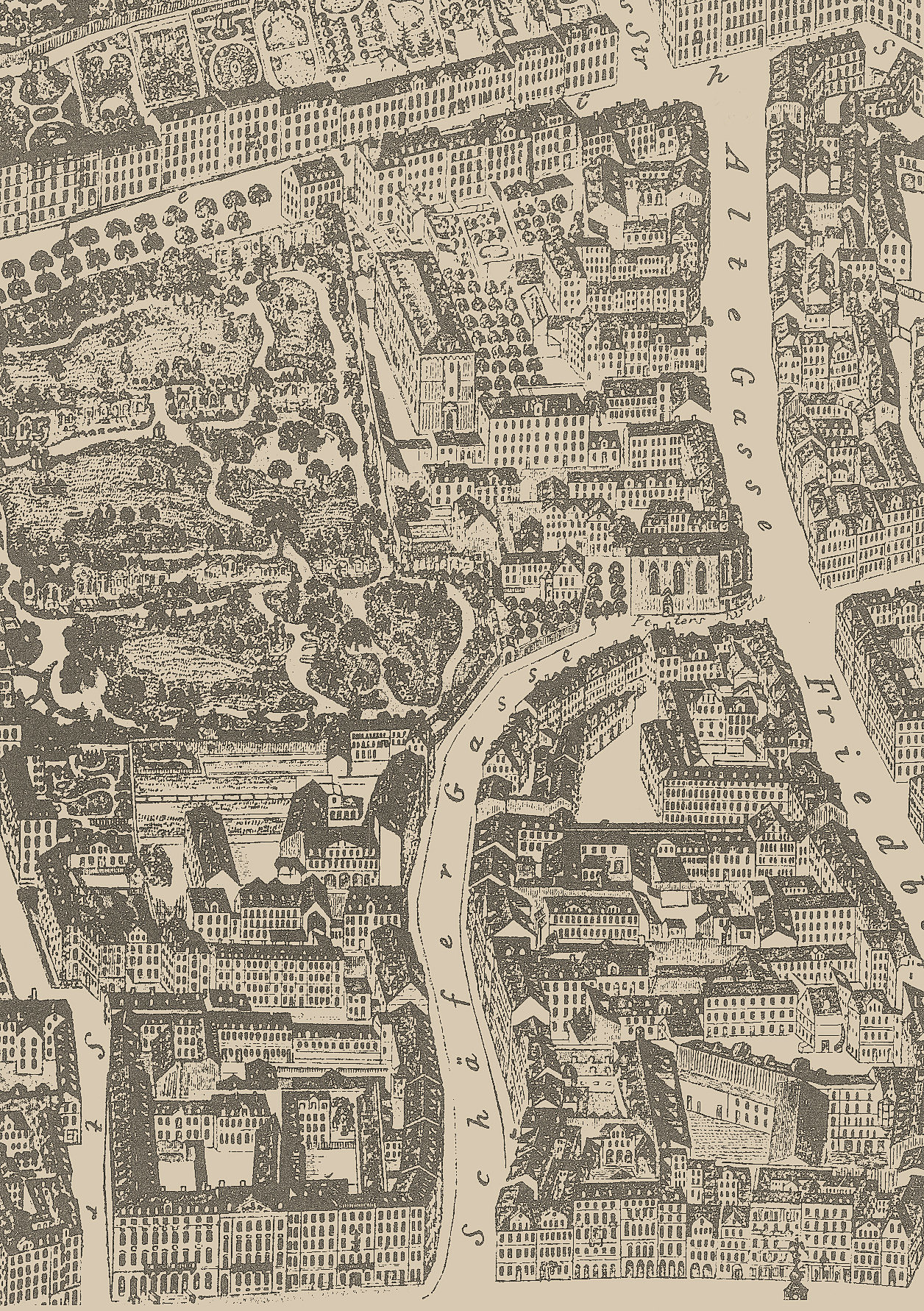
Stadtplan von Delkeskamp, 1864

1807 bis 1809 wurden die Befestigungsanlagen am Neuen Friedberger Tor demoliert. An ihrer Stelle schuf Stadtgärtner Sebastian Rinz einen englischen Landschaftsgarten. Anstelle der abgebrochenen Tore errichtete 1808 Stadtbaumeister Johann Georg Christian Hess klassizistische Torbauten mit schmiedeeisernen Gittern. Die Tore trugen in vergoldeten Lettern die Inschrift Friedberger Thor und Erbauet MDCCCVIII und dienten als Wachlokale bzw. Zollstationen. Noch bis 1864 wurden die Tore jeden Abend verschlossen. Nach der Annexion der Freien Stadt Frankfurt durch Preußen 1866 verloren die Tore ihre Funktion und wurden 1867 als Ladengeschäfte vermietet. Ende des 19. Jahrhunderts wurden sie abgerissen.
Am 18. September 1848 kam es zu den Septemberunruhen. Zwei Tage zuvor hatte die Frankfurter Nationalversammlung mit knapper Mehrheit den Waffenstillstand von Malmö gebilligt. Daraufhin errichteten linksgerichtete Aufständische Barrikaden in der Stadt und ermordeten zwei Abgeordnete der konservativ-liberalen Casino-Fraktion – Felix Fürst Lichnowsky und Hans Adolf Erdmann von Auerswald – beim Ausritt vor dem Friedberger Tor. Die Nationalversammlung sah sich daraufhin genötigt, preußische und österreichische Bundestruppen aus der Festung Mainz in die Stadt zu rufen, um die Ordnung wiederherzustellen. Den beiden ermordeten Abgeordneten wurden Gedenksteine auf dem Frankfurter Hauptfriedhof errichtet.